# Petar Petkovski
Petar Petkovski (in macedone Петар Петковски?; Skopje, 3 gennaio 1997) è un calciatore macedone, attaccante del Concordia Chiajna.

## Caratteristiche tecniche
È un'ala sinistra.

## Carriera

### Club
Comincia a giocare nelle giovanili del Vardar. Nel 2015 viene promosso in prima squadra, con la quale vince due campionati macedoni consecutivi.

### Nazionale
Ha debuttato con la nazionale Under-18 il 5 novembre 2014, in Macedonia-Azerbaigian (2-0), in cui ha siglato la rete del momentaneo 1-0. Ha collezionato in totale, con la maglia dell'Under-18, due presenze e due reti.
Ha debuttato con la nazionale Under-19 l'8 ottobre 2014, in Francia-Macedonia (2-1). Ha messo a segno la sua prima rete con la maglia della nazionale Under-19 il 13 ottobre 2014, in Macedonia-Liechtenstein (5-1), in cui ha siglato la rete del definitivo 5-1 al minuto 93. Ha collezionato in totale, con la maglia dell'Under-19, 6 presenze e due reti.
Ha debuttato con la nazionale Under-21 il 5 settembre 2015, in Macedonia-Ucraina Under-21 (1-0). Ha messo a segno la sua prima rete con la maglia dell'Under-21 il 7 settembre 2015, in Macedonia-Australia Under-23 (3-1), in cui ha siglato la rete del definitivo 3-1. Ha partecipato, con l'Under-21, all'Europeo Under-21 2017.

## Palmarès

### Club

#### Competizioni nazionali
- Campionato macedone: 2

Vardar: 2015-2016, 2016-2017